# Bunnefjorden
Bunnefjorden – dwudziestokilometrowy fiord w Norwegii, stanowiący przedłużenie Oslofjorden, rozpoczynający się w Oslo a kończący się w pobliżu miejscowości Togrenda, w okręgach Akershus i Oslo. Największe wyspy znajdujące się na fiordzie to: Langøyene, Malmøya, Ulvøya, Ormøya i Hovedøya.